# Regular Show – Völlig abgedreht
Regular Show – Völlig abgedreht ist eine US-amerikanische Zeichentrickserie, die seit dem Jahr 2010 auf dem US-amerikanischen Sender Cartoon Network läuft und im Jahr 2012 den Emmy in der Rubrik „Outstanding Short-format Animated Program“ gewonnen hat. Die Idee der Serie stammt von J.G. Quintel, der auch mehrere Figuren spricht. Die Serie lief in Deutschland im Free-TV auf kabel eins und wird auf Cartoon Network erstausgestrahlt.

## Handlung
Die Serie handelt von dem täglichen Leben der beiden Freunde Mordecai, einem Blauhäher, und Rigby, einem Waschbär, die als Platzwarte im örtlichen Park arbeiten. Ihr Chef Benson, ein Kaugummiautomat, macht ihnen dabei das Leben schwer, indem er ihnen immer wieder neue Aufgaben aufbrummt, die sie möglichst versuchen zu meiden.

## Synchronisation
Die deutsche Synchronisation wurde bei SDI in Berlin durchgeführt. Für das Dialogbuch und -regie war lange Zeit Sven Plate verantwortlich. Bei den späteren Folgen wurden er und die Hauptrollenstimmen ersetzt, die Regie übernahm Martin Westphal.
| Rolle                         | Englischer Synchronsprecher                             | Deutscher Synchronsprecher |
| ----------------------------- | ------------------------------------------------------- | -------------------------- |
| Mordecai                      | J.G. Quintel                                            | Karlo Hackenberger         |
| Rigby                         | William Salyers                                         | Rainer Fritzsche           |
| Skips                         | Mark Hamill                                             | Matti Klemm                |
| Pops Maellard                 | Sam Marin                                               | Michael Pan                |
| Benson                        | Sam Marin                                               | Oliver Siebeck             |
| Gib-mir-fünf-Geist            | Jeff Bennett (nur Folge 1b) J.G. Quintel (ab Staffel 2) | Sven Plate                 |
| Margret Smith                 | Janie Haddad                                            | Maria Koschny              |
| Mitch „Muskelmann“ Sorenstein | Sam Marin                                               | Michael Deffert            |

## Episoden
Die meisten Episoden von Regular Show haben eine Länge von 11 Minuten und werden bei der Ausstrahlung im Fernsehen oft in Doppelfolgen gezeigt, um den 30-minütigen Sendeplatz zu füllen. Bisher wurden 211 Episoden auf sieben Staffeln verteilt in den USA ausgestrahlt. Die Erstausstrahlung der ersten Staffel begann am 6. September 2010 mit der Episode „The Power“ und endete am 22. November 2010 mit „Mordecai and the Rigbys“. Staffel 2 startete am 29. November 2010 mit der Episode „Ello Gov’nor“ und endete am 1. August 2011 mit „Karaoke Video“. Die dritte Staffel startete erstmals am 19. September 2011 mit der Episode „Stick Hockey“ und endete am 3. September 2012 mit der Folge „Bad Kiss“. Die vierte Staffel startete am 1. Oktober 2012 mit der 30-minütigen Spezialfolge „Exit 9B“ und endete am 12. August 2013 mit der finalen Folge „Steak Me Amadeus“. Staffel 5 startete am 2. September 2013 mit den zwei Folgen „Laundry Woes“ und „Silver Dude“ und endete mit der Folge „Real Date“ am 14. August 2014. Die Erstausstrahlung von Staffel 6 fand am 9. Oktober mit der Folge „Maxin’ and Relaxin'“ statt und wird fortgehend ausgestrahlt. Am 25. Juli 2014 wurde auf der San Diego Comic-Con International bekanntgegeben, dass die Serie für eine siebte Staffel erneuert wurde. Am 13. August 2016 schrieb Mark Hamill auf Twitter, dass er die letzten Synchronsprechaufnahmen für die Serie tätigte. Am 16. August 2016 bestätigte Mark Hamill auf Nachfrage von Fans, dass die Serie mit dem Ende der achten Staffel eingestellt wird. Am 13. September 2016 berichtete die Presse über das Ende der Serie.

## Episodenliste
| Folge | Originaltitel               | Deutscher Titel                | Drehbuch & Storyboard                    | US-Erstausstrahlung | Deutsche Erstausstrahlung |
| ----- | --------------------------- | ------------------------------ | ---------------------------------------- | ------------------- | ------------------------- |
| 01    | The Power                   | The Power                      | J. G. Quintel                            | 6. September 2010   | 2011                      |
| 02    | Just Set Up the Chairs      | Stühle aufstellen              | Sean Szeles, Shion Takeuchi              | 13. September 2010  | 2011                      |
| 03    | Caffeinated Concert Tickets | Koffeinhaltige Konzert Tickets | J. G. Quintel, Mike Roth                 | 20. September 2010  | 2011                      |
| 04    | Death Punchies              | Kampf der Freunde              | J. G. Quintel, Mike Roth, Jake Armstrong | 27. September 2010  | 2011                      |
| 05    | Free Cake                   | Gratis Schokokuchen            | Kat Morris, Paul Scarlata                | 4. Oktober 2010     | 2011                      |
| 06    | Meat Your Maker             | Die Hot-Dog-Gang               | Sean Szeles, Shion Takeuchi              | 11. Oktober 2010    | 2011                      |
| 07    | Grilled Cheese Deluxe       | Gegrillter Käse                | Sean Szeles, Shion Takeuchi              | 18. Oktober 2010    | 2011                      |
| 08    | The Unicorns Have Got to Go | Einhorn-Plage                  | Kat Morris, Paul Scarlata                | 25. Oktober 2010    | 2011                      |
| 09    | Prank Callers               | Telefonstreiche                | J. G. Quintel, Mike Roth, Kent Osborne   | 1. November 2010    | 2011                      |
| 10    | Don                         | Großer Bruder                  | Benton Connor, Kat Morris, J. G. Quintel | 8. November 2010    | 2011                      |
| 11    | Rigby's Body                | Der Körpertausch               | J. G. Quintel, Mike Roth                 | 15. November 2010   | 2011                      |
| 12    | Mordecai and the Rigbys     | Mordecai und die Rigbys        | Sean Szeles, Shion Takeuchi              | 22. November 2010   | 2011                      |

| Folge | Originaltitel         | Deutscher Titel           | Drehbuch & Storyboard                    | US-Erstausstrahlung | Deutsche Erstausstrahlung |
| ----- | --------------------- | ------------------------- | ---------------------------------------- | ------------------- | ------------------------- |
| 13    | Ello Gov'nor          | Das fiese Taxi            | Sean Szeles, Shion Takeuchi              | 29. November 2010   | 20. September 2011        |
| 14    | It's Time             | Es wird Zeit              | Benton Connor, Calvin Wong               | 3. Januar 2011      | 14. April 2012            |
| 15    | Appreciation Day      | Der Tag der Würdigung     | Kat Morris, Paul Scarlata                | 10. Januar 2011     | 16. April 2012            |
| 16    | Peeps                 | Überwacht                 | Benton Connor, Calvin Wong               | 17. Januar 2011     | 12. Mai 2012              |
| 17    | Dizzy                 | Schwindelig               | Sean Szeles, Shion Takeuchi              | 24. Januar 2011     | 14. Mai 2012              |
| 18    | My Mom                | Mutter ist die Beste      | Kat Morris                               | 31. Januar 2011     | 16. Mai 2012              |
| 19    | High Score            | Der Universumsrekord      | Sean Szeles                              | 7. Februar 2011     | 16. Juni 2012             |
| 20    | Rage Against the TV   | Der Hammer                | J. G. Quintel, Mike Roth, John Infantino | 14. Februar 2011    | 18. Juni 2012             |
| 21    | Party Pete            | Party-Pete                | Benton Connor, Calvin Wong               | 21. Februar 2011    | 14. Juli 2012             |
| 22    | Brain Eraser          | Gehirnwäsche              | Kat Morris                               | 25. Februar 2011    | 28. Juli 2012             |
| 23    | Benson Be Gone        | Die neue Benson           | John Infantino                           | 28. Februar 2011    | 21. Juli 2012             |
| 24    | But I Have a Receipt  | Die Rechnung              | Kat Morris, Minty Lewis                  | 7. März 2011        | 4. August 2012            |
| 25    | This Is My Jam        | Das ist mein Lied         | Sean Szeles                              | 28. März 2011       | 11. August 2012           |
| 26    | Muscle Woman          | Wo die Liebe hinfällt…    | Sean Szeles                              | 4. April 2011       | 18. August 2012           |
| 27    | Temp Check            | Die Aushilfe              | Benton Connor, Calvin Wong               | 11. April 2011      | 25. August 2012           |
| 28    | Jinx                  | Das fiese Spiel           | Sean Szeles, Henry Yu                    | 18. April 2011      | 1. September 2012         |
| 29    | See You There         | Die große Party           | J. G. Quintel                            | 25. April 2011      | 8. September 2012         |
| 30    | Do Me a Solid         | Tu mir’n Gefallen         | Kat Morris, Minty Lewis                  | 2. Mai 2011         | 15. September 2012        |
| 31    | Grave Sights          | Geschichten aus der Gruft | Benton Connor, Calvin Wong               | 9. Mai 2011         | 22. September 2012        |
| 32    | Really Real Wrestling | Das Wrestling-Match       | Sean Szeles                              | 16. Mai 2011        | 29. September 2012        |
| 33    | Over the Top          | Der Armdrück-Wettbewerb   | Benton Connor, Calvin Wong               | 23. Mai 2011        | 13. Oktober 2012          |
| 34    | The Night Owl         | Die Nachteule             | Kat Morris, Minty Lewis                  | 30. Mai 2011        | 6. Oktober 2012           |
| 35    | A Bunch of Baby Ducks | Alle meine Entchen        | Kat Morris, Minty Lewis                  | 6. Juni 2011        | 20. Oktober 2012          |
| 36    | More Smarter          | Die Intelligenzbestie     | Calvin Wong, Benton Connor               | 13. Juni 2011       | 27. Oktober 2012          |
| 37    | First Day             | Sichel, Quartz, Pergament | J. G. Quintel                            | 11. Juli 2011       | 3. November 2012          |
| 38    | Go Viral              | Das Internet-Video        | Benton Connor, Calvin Wong               | 18. Juli 2011       | 7. November 2012          |
| 39    | Skunked               | Das Stinktier             | J. G. Quintel, Sean Szeles               | 25. Juli 2011       | 8. November 2012          |
| 40    | Karaoke Video         | Das Karaoke-Video         | Sean Szeles, Dennis Messner              | 1. August 2011      | 9. November 2012          |

| Folge | Originaltitel                       | Deutscher Titel                               | Drehbuch & Storyboard                                            | US-Erstausstrahlung | Deutsche Erstausstrahlung |
| ----- | ----------------------------------- | --------------------------------------------- | ---------------------------------------------------------------- | ------------------- | ------------------------- |
| 41    | Stick Hockey                        | Spielsucht                                    | Sean Szeles, Kat Morris                                          | 19. September 2011  | 17. Dezember 2012         |
| 42    | Bet to Be Blonde                    | Blond und stolz darauf                        | Benton Connor, Calvin Wong                                       | 26. September 2011  | 18. Dezember 2012         |
| 43    | Skips Strikes                       | Strikes für Skips                             | Benton Connor, Calvin Wong                                       | 3. Oktober 2011     | 19. Dezember 2012         |
| 44    | Terror Tales of the Park            | Schauergeschichten aus dem Park               | J. G. Quintel, Ben Adams, Andres Salaff, Sean Szeles, Kat Morris | 10. Oktober 2011    | 31. Oktober 2013          |
| 45    | Creepy Doll / Death Metal Crash Pit | Die gruslige Puppe / Death Metal in der Grube | J. G. Quintel, Ben Adams, Andres Salaff, Sean Szeles, Kat Morris | 10. Oktober 2011    | 20. Dezember 2012         |
| 46    | Camping Can Be Cool                 | Camping macht Spaß!                           | Sean Szeles, Kat Morris                                          | 17. Oktober 2011    | 21. Dezember 2012         |
| 47    | Slam Dunk                           | Slam Dunk                                     | Andres Salaff, Ben Adams                                         | 24. Oktober 2011    | 25. Dezember 2012         |
| 48    | Cool Bikes                          | Heiße Öfen                                    | Benton Connor, Calvin Wong                                       | 7. November 2011    | 26. Dezember 2012         |
| 49    | House Rules                         | Die Hausordnung                               | John Infantino, Andres Salaff                                    | 14. November 2011   | 27. Dezember 2012         |
| 50    | Rap It Up                           | Das Rap-Battle                                | Sean Szeles, Kat Morris                                          | 21. November 2011   | 21. Februar 2013          |
| 51    | Cruisin                             | Rumcruisen                                    | Benton Connor, Calvin Wong                                       | 28. November 2011   | 1. Januar 2013            |
| 52    | Under the Hood                      | Unter der Kapuze                              | Andres Salaff, Toby Jones                                        | 12. Dezember 2011   | 25. Februar 2013          |
| 53    | Weekend at Benson's                 | Ein Wochenende für Benson                     | Benton Connor, Hilary Florido                                    | 16. Januar 2012     | 26. Februar 2013          |
| 54    | Fortune Cookie                      | Der Glückskeks                                | Benton Connor, Hilary Florido, Calvin Wong                       | 23. Januar 2012     | 27. Februar 2013          |
| 55    | Think Positive                      | Paps' Befehl                                  | Sean Szeles, Kat Morris                                          | 30. Januar 2012     | 28. Februar 2013          |
| 56    | Skips vs. Technology                | Experte Skips                                 | Calvin Wong, Toby Jones                                          | 6. Februar 2012     | 1. März 2013              |
| 57    | Butt Dial                           | Anruf von hinten                              | Sean Szeles, Kat Morris                                          | 13. Februar 2012    | 11. März 2013             |
| 58    | Eggscellent                         | Ei-nzigartig                                  | J. G. Quintel                                                    | 27. Februar 2012    | 4. März 2013              |
| 59    | Gut Model                           | Das Bauchmodel                                | Sean Szeles, Kat Morris                                          | 5. März 2012        | 5. März 2013              |
| 60    | Video Game Wizards                  | Videospielprofis                              | Benton Connor, Hilary Florido                                    | 26. März 2012       | 6. März 2013              |
| 61    | Big Winner                          | Das große Los                                 | Benton Connor, Hilary Florido                                    | 2. April 2012       | 25. Januar 2013           |
| 62    | The Best Burger in the World        | Der beste Burger der Welt                     | Andres Salaff                                                    | 9. April 2012       | 7. März 2013              |
| 63    | Replaced                            | Reif für den Wechsel                          | J. G. Quintel, Mike Roth, John Infantino                         | 16. April 2012      | 8. März 2013              |
| 64    | Trash Boat                          | Müllboot                                      | Benton Connor, Hilary Florido                                    | 23. April 2012      | 12. März 2013             |
| 65    | Fists of Justice                    | Fäuste der Gerechtigkeit                      | Andres Salaff                                                    | 30. April 2012      | 13. März 2013             |
| 66    | Yes Dude Yes                        | Ja alter, ja                                  | Sean Szeles, Kat Morris                                          | 7. Mai 2012         | 18. Januar 2013           |
| 67    | Busted Cart                         | Der Schrottwagen                              | Benton Connor, Hilary Florido                                    | 14. Mai 2012        | 15. März 2013             |
| 68    | Dead at Eight                       | Tod um Acht                                   | Calvin Wong, Toby Jones                                          | 28. Mai 2012        | 22. Januar 2013           |
| 69    | Access Denied                       | Ihr kommt hier nicht rein                     | Sean Szeles, Kat Morris                                          | 4. Juni 2012        | 28. Januar 2013           |
| 70    | Muscle Mentor                       | Muskel-Mentor                                 | Andres Salaff                                                    | 11. Juni 2012       | 23. Januar 2013           |
| 71    | Trucker Hall of Fame                | Die Truckerruhmeshalle                        | Calvin Wong, Toby Jones                                          | 18. Juni 2012       | 24. Januar 2013           |
| 72    | Out of Commission                   | Ausgemustert                                  | Calvin Wong, Toby Jones                                          | 25. Juni 2012       | 29. Januar 2013           |
| 73    | Fancy Restaurant                    | Das schicke Restaurant                        | Calvin Wong, Toby Jones                                          | 16. Juli 2012       | 30. Januar 2013           |
| 74    | Diary                               | Das Tagebuch                                  | Andres Salaff, Madeline Queripel                                 | 23. Juli 2012       | 28. März 2013             |
| 75    | The Best VHS in the World           | Die beste VHS auf der Welt                    | Calvin Wong, Toby Jones                                          | 30. Juli 2012       | 5. Februar 2013           |
| 76    | Prankless                           | Der Streiche-Krieg                            | Benton Connor, Hilary Florido                                    | 6. August 2012      | 29. März 2013             |
| 77    | Death Bear                          | Der Todesbär                                  | Sean Szeles, Kat Morris                                          | 13. August 2012     | 28. März 2013             |
| 78    | Fuzzy Dice                          | Die Pluschwürfel                              | Andres Salaff, Madeline Queripel                                 | 20. August 2012     | 2. April 2013             |
| 79    | Sugar Rush                          | Zuckerschock                                  | Benton Connor, Hilary Florido                                    | 27. August 2012     | 29. Januar 2013           |
| 80    | Bad Kiss                            | Der üble Kuss                                 | Sean Szeles, Kat Morris                                          | 3. September 2012   | 3. April 2013             |

| Folge | Originaltitel                   | Deutscher Titel                        | Drehbuch & Storyboard                                     | US-Erstausstrahlung | Deutsche Erstausstrahlung |
| ----- | ------------------------------- | -------------------------------------- | --------------------------------------------------------- | ------------------- | ------------------------- |
| 81    | Exit 9B (1)                     | Ausfahrt 9B (1)                        | Calvin Wong, Toby Jones, Andres Salaff, Madeline Queripel | 1. Oktober 2012     | 24. Juli 2013             |
| 82    | Exit 9B (2)                     | Ausfahrt 9B (2)                        | Calvin Wong, Toby Jones, Andres Salaff, Madeline Queripel | 1. Oktober 2012     | 24. Juli 2013             |
| 83    | Starter Pack                    | Aller Anfang ist schwer                | Benton Connor, Hilary Florido                             | 8. Oktober 2012     | 25. April 2013            |
| 84    | Terror Tales of the Park II (1) | Schauergeschichten aus dem Park II (1) | Benton Connor, Hilary Florido, Sean Szeles, Kat Morris    | 15. Oktober 2012    | 31. Oktober 2015          |
| 85    | Terror Tales of the Park II (2) | Schauergeschichten aus dem Park II (2) | Benton Connor, Hilary Florido, Sean Szeles, Kat Morris    | 15. Oktober 2012    | 31. Oktober 2015          |
| 86    | Pie Contest                     | Der Törtchen-Wettbewerb                | Sarah Oleksyk, Hellen Jo                                  | 22. Oktober 2012    | 22. April 2013            |
| 87    | 150 Piece Kit                   | Die Rock-Legende                       | Calvin Wong, Toby Jones                                   | 29. Oktober 2012    | 23. April 2013            |
| 88    | Bald Spot                       | Muskelmanns Makel                      | Andres Salaff, Madeline Queripel                          | 12. November 2012   | 24. April 2013            |
| 89    | Guy's Night                     | Der Herrenabend                        | Sean Szeles, Kat Morris                                   | 19. November 2012   | 26. April 2013            |
| 90    | One Pull Up                     | Ein Klimmzug                           | Sarah Oleksyk, Hellen Jo                                  | 26. November 2012   | 29. April 2013            |
| 91    | The Christmas Special (1)       | Weihnachtsmann in Gefahr (1)           | Sean Szeles, Kat Morris, Benton Connor, Hilary Florido    | 3. Dezember 2012    | 19. November 2013         |
| 92    | The Christmas Special (2)       | Weihnachtsmann in Gefahr (2)           | Sean Szeles, Kat Morris, Benton Connor, Hilary Florido    | 3. Dezember 2012    | 20. November 2013         |
| 93    | T.G.I. Tuesday                  | Margrets Party                         | Calvin Wong, Toby Jones                                   | 7. Januar 2013      | 30. April 2013            |
| 94    | Firework Run                    | Das Mega-Feuerwerk                     | Andres Salaff, Madeline Queripel                          | 14. Januar 2013     | 1. Mai 2013               |
| 95    | The Longest Weekend             | Für immer vereint                      | Sarah Oleksyk, Hellen Jo                                  | 21. Januar 2013     | 2. Mai 2013               |
| 96    | Sandwich of Death               | Das Todes-Sandwich                     | Andres Salaff, Madeline Queripel                          | 28. Januar 2013     | 6. Mai 2013               |
| 97    | Ace Balthazar Lives             | Konzert aus dem Jenseits               | Benton Connor, Hilary Florido                             | 4. Februar 2013     | 7. Mai 2013               |
| 98    | Do or Diaper                    | Die fiese Wette                        | Sean Szeles, Kat Morris                                   | 11. Februar 2013    | 8. Mai 2013               |
| 99    | Quips                           | Der Spaßvogel                          | Sarah Oleksyk, Hellen Jo                                  | 18. Februar 2013    | 9. Mai 2013               |
| 100   | Caveman                         | Der Höhlenmensch                       | Calvin Wong, Toby Jones                                   | 25. Februar 2013    | 4. November 2013          |
| 101   | That's My Televisio             | Der Hit aus der Kindheit               | Andres Salaff, Madeline Queripel                          | 4. März 2013        | 5. November 2013          |
| 102   | A Bunch of Full Grown Geese     | Ente gut, alles gut                    | Calvin Wong, Toby Jones                                   | 25. März 2013       | 3. Mai 2013               |
| 103   | Fool Me Twice                   | Zwei Mal reingelegt                    | Calvin Wong, Toby Jones                                   | 1. April 2013       | 23. November 2013         |
| 104   | Limousine Lunchtime             | Der Limousinen-Snack                   | Benton Connor, Hilary Florido                             | 8. April 2013       | 6. November 2013          |
| 105   | Picking Up Margaret             | Margret fährt mit                      | Sean Szeles, Kat Morris                                   | 15. April 2013      | 7. November 2013          |
| 106   | K.I.L.I.T. Radio                | Muskelmann's Song                      | Benton Connor, Sarah Oleksyk                              | 22. April 2013      | 8. November 2013          |
| 107   | Carter and Briggs               | Carter & Briggs                        | Calvin Wong, Toby Jones                                   | 6. Mai 2013         | 9. November 2013          |
| 108   | Skips' Stress                   | Der Stress-Test                        | Andres Salaff, Madeline Queripel                          | 13. Mai 2013        | 12. November 2013         |
| 109   | Cool Cubed                      | Hirnfrost-Alarm                        | Benton Connor, Hilary Florido                             | 20. Mai 2013        | 13. November 2013         |
| 110   | Trailer Trashed                 | Die Wohnwagen-Inspektion               | Calvin Wong, Kat Morris                                   | 27. Mai 2013        | 14. November 2013         |
| 111   | Meteor Moves                    | Alles Gute kommt von oben              | Benton Connor, Sarah Oleksyk                              | 10. Juni 2013       | 15. November 2013         |
| 112   | Family BBQ                      | Das Familien-Grillfest                 | Benton Connor, Hilary Florido                             | 17. Juni 2013       | 20. November 2013         |
| 113   | The Last LaserDisc Player       | Der Laserdisc-Player                   | Calvin Wong, Toby Jones                                   | 24. Juni 2013       | 16. November 2013         |
| 114   | Country Club                    | Der Country Club                       | Andres Salaff, Madeline Queripel                          | 1. Juli 2013        | 19. November 2013         |
| 115   | Blind Trust                     | Blindes Vertrauen                      | Andres Salaff, Madeline Queripel                          | 15. Juli 2013       | 26. November 2013         |
| 116   | World’s Best Boss               | Der beste Boss der Welt                | Kat Morris, James Kim                                     | 15. Juli 2013       | 21. November 2013         |
| 117   | Last Meal                       | Die letzte Mahlzeit                    | Sarah Oleksyk, Owen Dennis                                | 22. Juli 2013       | 22. November 2013         |
| 118   | Sleep Fighter                   | Der Schlafschläger                     | Kat Morris, James Kim                                     | 29. Juli 2013       | 28. November 2013         |
| 119   | Party Re-Pete                   | Was ist los mit Benson?                | Sarah Oleksyk, Owen Dennis                                | 5. August 2013      | 29. November 2013         |
| 120   | Steak Me Amadeus                | Steak mich, Amadeus                    | Benton Connor, Hilary Florido                             | 12. August 2013     | 27. November 2013         |

| Folge | Originaltitel                          | Deutscher Titel                          | Drehbuch & Storyboard                                 | US-Erstausstrahlung | Deutsche Erstausstrahlung |
| ----- | -------------------------------------- | ---------------------------------------- | ----------------------------------------------------- | ------------------- | ------------------------- |
| 121   | Laundry Woes                           | Waschprobleme                            | Hilary Florido, Madeline Queripel                     | 2. September 2013   | 28. April 2014            |
| 122   | Silver Dude                            | Der Silbertyp                            | Sarah Oleksyk, Owen Dennis                            | 2. September 2013   | 6. Mai 2014               |
| 123   | Benson's Car                           | Bensons Auto                             | Calvin Wong, Minty Lewis                              | 9. September 2013   | 29. April 2014            |
| 124   | Every Meat Burritos                    | Burritos für alle                        | Owen Dennis, Sarah Oleksyk                            | 16. September 2013  | 30. April 2014            |
| 125   | Wall Buddy                             | Der Mauerkumpel                          | Calvin Wong, Minty Lewis                              | 23. September 2013  | 5. Mai 2014               |
| 126   | A Skips in Time                        | Skips Zeitsprung                         | Calvin Wong, Toby Jones                               | 30. September 2013  | 7. Mai 2014               |
| 127   | Survival Skills                        | Die Überlebenskünstler                   | Minty Lewis                                           | 14. Oktober 2013    | 12. Mai 2014              |
| 128   | Terror Tales of the Park III (1)       | Schauergeschichten aus dem Park III (1)  | Calvin Wong, Toby Jones, Benton Connor, Andres Salaff | 21. Oktober 2013    | 1. Mai 2014               |
| 129   | Terror Tales of the Park III (2)       | Schauergeschichten aus dem Park III (2)  | Calvin Wong, Toby Jones, Benton Connor, Andres Salaff | 21. Oktober 2013    | 1. Mai 2014               |
| 130   | Tants                                  | Tosen                                    | Hilary Florido, Madeline Queripel                     | 4. November 2013    | 9. Mai 2014               |
| 131   | Bank Shot                              | Das Duell                                | Owen Dennis, Sarah Oleksyk                            | 11. November 2013   | 13. Mai 2014              |
| 132   | Power Tower                            | Der Power-Tower Wettbewerb               | Benton Connor, Andres Salaff                          | 18. November 2013   | 14. Mai 2014              |
| 133   | The Thanksgiving Special (1)           | Das Erntedankfest (1)                    | Calvin Wong, Toby Jones, Benton Connor, Andres Salaff | 25. November 2013   | 1. Mai 2014               |
| 134   | The Thanksgiving Special (2)           | Das Erntedankfest (2)                    | Calvin Wong, Toby Jones, Benton Connor, Andres Salaff | 25. November 2013   | 1. Mai 2014               |
| 135   | The Heart of a Stuntman                | Das Herz eines Stuntmans                 | Calvin Wong, Minty Lewis                              | 2. Dezember 2013    | 15. Mai 2014              |
| 136   | New Year's Kiss                        | Der Neujahrskuss                         | Hilary Florido, Madeline Queripel                     | 31. Dezember 2013   | 2. Mai 2014               |
| 137   | Dodge This                             | Völkerballduell                          | Benton Connor, Andres Salaff                          | 13. Januar 2014     | 8. Mai 2014               |
| 138   | Portable Toilet                        | Das mobile Klo                           | Toby Jones, Owen Dennis                               | 27. Januar 2014     | 16. Mai 2014              |
| 139   | The Postcard                           | Die Postkarte                            | Hilary Florido, Madeline Queripel                     | 10. Februar 2014    | 1. Februar 2015           |
| 140   | Rigby in the Sky with Burrito          | Verpasste Chance                         | Hilary Florido, Madeline Queripel                     | 24. Februar 2014    | 19. Mai 2014              |
| 141   | Journey to the Bottom of the Crash Pit | Reise zum Grund der Müllhalde            | Benton Connor, Sarah Oleksyk                          | 3. März 2014        | 20. Mai 2014              |
| 142   | Saving Time                            | Zeitumstellung                           | Andres Salaff, Ryan Pequin                            | 10. März 2014       | 28. Februar 2015          |
| 143   | Guitar of Rock                         | Die Rockgitarre                          | Andres Salaff, Ryan Pequin                            | 17. März 2014       | 8. Dezember 2014          |
| 144   | Skips' Story (1)                       | Skips' Story (1)                         | Calvin Wong, Minty Lewis                              | 14. April 2014      | 11. Dezember 2014         |
| 145   | Skips' Story (2)                       | Skips' Story (2)                         | Calvin Wong, Minty Lewis                              | 14. April 2014      | 11. Dezember 2014         |
| 146   | Return of Mordecai and the Rigbys      | Die Rückkehr von Mordecai und die Rigbys | Calvin Wong, Minty Lewis                              | 21. April 2014      | 12. März 2015             |
| 147   | Bad Portrait                           | Das schlechte Porträt                    | Owen Dennis, Toby Jones                               | 28. April 2014      | 9. Dezember 2014          |
| 148   | Video 101                              | Video für Anfänger                       | Benton Connor, Sarah Oleksyk                          | 5. Mai 2014         | 10. Dezember 2014         |
| 149   | I Like You Hi                          | Ich mag dich, Hi                         | Toby Jones, Owen Dennis                               | 12. Mai 2014        | 12. Dezember 2014         |
| 150   | Play Date                              | Das Horror-Date                          | Hilary Florido, Madeline Queripel                     | 5. Juni 2014        | 1. März 2015              |
| 151   | Expert or Liar                         | Experte oder Lügner                      | Benton Connor, Sarah Oleksyk                          | 12. Juni 2014       | 15. Dezember 2014         |
| 152   | Catching the Wave                      | Eins mit der Natur                       | Calvin Wong, Minty Lewis                              | 19. Juni 2014       | 18. Dezember 2014         |
| 153   | Gold Watch                             | Die goldene Uhr                          | Andres Salaff, Ryan Pequin                            | 26. Juni 2014       | 2. April 2015             |
| 154   | Paint Job                              | Malerarbeiten                            | Toby Jones, Owen Dennis                               | 3. Juli 2014        | 16. Dezember 2014         |
| 155   | Take the Cake                          | Die Geburtstagsüberraschung              | Hilary Florido, Madeline Queripel                     | 10. Juli 2014       | 14. Februar 2015          |
| 156   | Skips in the Saddle                    | Skips Date                               | Benton Connor, Sarah Oleksyk                          | 17. Juli 2014       | 17. Dezember 2014         |
| 157   | Thomas Fights Back                     | Thomas schlägt zu                        | Andres Salaff, Ryan Pequin                            | 24. Juli 2014       | 8. März 2015              |
| 158   | Bachelor Party! Zingo!!                | Der Junggesellenabschied                 | Toby Jones, Owen Dennis                               | 31. Juli 2014       | 19. Dezember 2014         |
| 159   | Tent Trouble                           | Camping mit Hindernissen                 | Hilary Florido, Madeline Queripel                     | 7. August 2014      | 21. Februar 2015          |
| 160   | Real Date                              | Ein echtes Date                          | Calvin Wong, Minty Lewis                              | 17. August 2014     | 19. März 2015             |

| Folge | Originaltitel                             | Deutscher Titel                        | Drehbuch & Storyboard                               | US-Erstausstrahlung | Deutsche Erstausstrahlung |
| ----- | ----------------------------------------- | -------------------------------------- | --------------------------------------------------- | ------------------- | ------------------------- |
| 161   | Maxin' and Relaxin                        | Das Mixtape                            | Calvin Wong, Ryan Pequin                            | 9. Oktober 2014     | 13. April 2015            |
| 162   | New Bro on Campus                         | Wie alles begann                       | Benton Connor, Madeline Queripel                    | 16. Oktober 2014    | 14. April 2015            |
| 163   | Daddy Issues                              | Der Tochter-Vater-Konflikt             | Benton Connor, Sarah Oleksyk                        | 23. Oktober 2014    | 15. April 2015            |
| 164   | Terror Tales of the Park IV (1)           | Schauergeschichten aus dem Park IV (1) | Toby Jones, Owen Dennis, Sarah Oleksyk, Minty Lewis | 29. Oktober 2014    | 31. Oktober 2015          |
| 165   | Terror Tales of the Park IV (2)           | Schauergeschichten aus dem Park IV (2) | Toby Jones, Owen Dennis, Sarah Oleksyk, Minty Lewis | 29. Oktober 2014    | 31. Oktober 2015          |
| 166   | The End of Muscle Man                     | Das Ende von Muskelmann                | Minty Lewis, Sarah Oleksyk                          | 30. Oktober 2014    | 17. April 2015            |
| 167   | Lift with Your Back                       | Über den Rücken heben                  | Toby Jones, Owen Dennis                             | 6. November 2014    | 16. April 2015            |
| 168   | Eileen Flat Screen                        | Der Flatscreen                         | Minty Lewis, Sarah Oleksyk                          | 13. November 2014   | 23. April 2015            |
| 169   | The Real Thomas: An Intern Special (1)    | Der echte Thomas (1)                   | Calvin Wong, Ryan Pequin                            | 20. November 2014   | 21. April 2015            |
| 170   | The Real Thomas: An Intern Special (2)    | Der echte Thomas (2)                   | Calvin Wong, Ryan Pequin                            | 20. November 2014   | 21. April 2015            |
| 171   | The White Elephant Gift Exchange          | Weihnachts-Wichteln                    | Benton Connor, Madeline Queripel                    | 4. Dezember 2014    | 20. April 2015            |
| 172   | Merry Christmas Mordecai                  | Fröhliche Weihnachten, Mordecai        | Benton Connor, Madeline Queripel                    | 4. Dezember 2014    | 24. April 2015            |
| 173   | Sad Sax                                   | Das traurige Saxophon                  | Ryan Pequin                                         | 8. Januar 2015      | 28. April 2015            |
| 174   | Park Managers' Lunch                      | Das Essen der Park-Manager             | Toby Jones, Owen Dennis                             | 15. Januar 2015     | 22. April 2015            |
| 175   | Mordecai and Rigby Down Under             | Mordecai und Rigby in Australien       | Calvin Wong, Casey Crowe                            | 22. Januar 2015     | 27. April 2015            |
| 176   | Married and Broke                         | Verheiratet und pleite                 | Toby Jones, Owen Dennis                             | 29. Januar 2015     | 29. April 2015            |
| 177   | I See Turtles                             | Schildkrötenalarm!                     | Benton Connor, Madeline Queripel                    | 5. Februar 2015     | 15. Dezember 2015         |
| 178   | Format Wars II                            | Krieg der Fronten II                   | Calvin Wong, Casey Crowe                            | 12. Februar 2015    | 16. Dezember 2015         |
| 179   | Happy Birthday Song Contest               | Der Geburtstagslied-Wettbewerb         | Minty Lewis, Sarah Oleksyk                          | 19. Februar 2015    | 14. Dezember 2015         |
| 180   | Benson's Suit                             | Bensons Anzug                          | Ryan Pequin                                         | 26. Februar 2015    | 1. Dezember 2015          |
| 181   | Gamers Never Say Die                      | Das Videospiel-Rätsel                  | Toby Jones, Owen Dennis                             | 5. März 2015        | 17. Dezember 2015         |
| 182   | 1000th Chopper Flight Party               | Die tausendste Chopper-Flug-Party      | Minty Lewis                                         | 12. März 2015       | 18. Dezember 2015         |
| 183   | Party Horse                               | Party-Pferd                            | Benton Connor, Madeline Queripel                    | 19. März 2015       | 21. Dezember 2015         |
| 184   | Men in Uniform                            | Das Ende des Parks                     | Calvin Wong, Casey Crowe                            | 26. März 2015       | 22. Dezember 2015         |
| 185   | Garage Door                               | Das Garagentor                         | Benton Connor, Madeline Queripel                    | 2. April 2015       | 25. Dezember 2015         |
| 186   | Brilliant Century Duck Crisis Special (1) | Die Enten-Krise (1)                    | Toby Jones, Owen Dennis                             | 9. April 2015       | 30. Dezember 2015         |
| 187   | Brilliant Century Duck Crisis Special (2) | Die Enten-Krise (2)                    | Toby Jones, Owen Dennis                             | 9. April 2015       | 30. Dezember 2015         |
| 188   | Not Great Double Date                     | Das nicht so tolle Doppeldate          | Toby Jones, Owen Dennis                             | 22. Juni 2015       | 23. Dezember 2015         |
| 189   | Death Kwon Do-Livery                      | Der neue Magen                         | Calvin Wong, Casey Crowe                            | 23. Juni 2015       | 28. Dezember 2015         |
| 190   | Lunch Break                               | Die Sandwich-Attacke                   | Minty Lewis, Ryan Pequin                            | 24. Juni 2015       | 29. Dezember 2015         |
| 191   | Dumped at the Altar                       | Muskelmanns Hochzeit                   | Minty Lewis, Ryan Pequin                            | 25. Juni 2015       | 24. Dezember 2015         |

| Folge | Originaltitel                      | Deutscher Titel                       | Drehbuch & Storyboard                             | US-Erstausstrahlung | Deutsche Erstausstrahlung |
| ----- | ---------------------------------- | ------------------------------------- | ------------------------------------------------- | ------------------- | ------------------------- |
| 192   | Dumptown U.S.A.                    | Schlussmachstadt                      | Benton Connor, Sam Spina                          | 26. Juni 2015       | 18. Juli 2016             |
| 193   | The Parkie Awards                  | Der wahre Gewinner                    | Madeline Queripel, Alex Cline                     | 6. August 2016      | 19. Juli 2016             |
| 194   | The Lunch Club                     | Der Lunch-Club                        | Calvin Wong, Casey Crowe                          | 13. August 2015     | 20. Juli 2016             |
| 195   | Local News Legend                  | Marga – Rettet die Nachrichten        | Madeline Queripel, Alex Cline                     | 20. August 2015     | 22. Juli 2016             |
| 196   | The Dome Experiment Special (1)    | Die geheimnisvolle E-Mail (1)         | Toby Jones, Owen Dennis, Minty Lewis, Ryan Pequin | 27. August 2015     | 21. Juli 2016             |
| 197   | The Dome Experiment Special (2)    | Die geheimnisvolle E-Mail (2)         | Toby Jones, Owen Dennis, Minty Lewis, Ryan Pequin | 27. August 2015     | 21. Juli 2016             |
| 198   | Birthday Gift                      | Das Geburtstagsgeschenk               | Benton Connor, Sam Spina                          | 3. September 2015   | 25. Juli 2016             |
| 199   | Cat Videos                         | Katzenvideos                          | Calvin Wong, Casey Crowe                          | 10. September 2015  | 26. Juli 2016             |
| 200   | Struck by Lightning                | Vom Blitz begroffen                   | Toby Jones, Owen Dennis                           | 17. September 2015  | 27. Juli 2016             |
| 201   | Terror Tales of the Park V (1)     | Schauergeschichten aus dem Park V (1) | Toby Jones, Owen Dennis, Ryan Pequin, Minty Lewis | 29. Oktober 2015    | 31. Oktober 2016          |
| 202   | Terror Tales of the Park V (2)     | Schauergeschichten aus dem Park V (2) | Toby Jones, Owen Dennis, Ryan Pequin, Minty Lewis | 29. Oktober 2015    | 31. Oktober 2016          |
| 203   | The Return of Party Horse          | Die Rückkehr des Partypferds          | Minty Lewis, Ryan Pequin                          | 9. November 2015    | 28. Juli 2016             |
| 204   | Sleep Cycle                        | Schlafrhythmus                        | Madeline Queripel, Alex Cline                     | 10. November 2015   | 29. Juli 2016             |
| 205   | Just Friends                       | Nur Freunde                           | Calvin Wong, Casey Crowe                          | 11. November 2015   | 1. August 2016            |
| 206   | Benson's Pig                       | Bensons Schwein                       | Benton Connor, Sam Spina                          | 12. November 2015   | 2. August 2016            |
| 207   | The Eileen Plan                    | Der Eileen-Plan                       | Minty Lewis, Ryan Pequin                          | 13. November 2015   | 3. August 2016            |
| 208   | Hello China                        | Mit Benson ins Reich der Mitte        | Toby Jones, Owen Dennis                           | 30. November 2015   | 4. August 2016            |
| 209   | Crazy Fake Plan                    | Rigbys Plan                           | Madeline Queripel, Alex Cline                     | 1. Dezember 2015    | 8. August 2016            |
| 210   | Win That Prize                     | Gewinne den Preis                     | Calvin Wong, Casey Crowe                          | 2. Dezember 2015    | 9. August 2016            |
| 211   | Snow Tubing                        | Reifenrodeln                          | Benton Connor, Sam Spina                          | 3. Dezember 2015    | 5. August 2016            |
| 212   | Chili Cook Off                     | Der Chilikochwettbewerb               | Toby Jones, Owen Dennis                           | 5. März 2016        | ---                       |
| 213   | Donut Factory Holiday              | Ferien in der Donutfabrik             | Ryan Pequin, Nathan Bulmer                        | 12. März 2016       | ---                       |
| 214   | Gymblonski                         | Das Große Fastfood-Rennen             | Benton Connor, Sam Spina                          | 19. März 2016       | ---                       |
| 215   | Guys Night 2                       | Männerabend 2                         | Madeline Queripel, Alex Cline                     | 26. März 2016       | ---                       |
| 216   | Gary's Synthesizer                 | Garys Synthesizer                     | Owen Dennis, Casey Crowe                          | 2. April 2016       | 25. Februar 2017          |
| 217   | California King                    | Keine zweite Chance                   | Ryan Pequin                                       | 9. April 2016       | 26. Februar 2017          |
| 218   | Cube Bros                          | Lieber smart als stark                | Benton Connor, Sam Spina                          | 16. April 2016      | 26. Februar 2017          |
| 219   | Maellard's Package                 | Paket für Mr. Maellard                | Madeline Queripel, Alex Cline                     | 23. April 2016      | ---                       |
| 220   | Rigby Goes to the Prom             | Rigbys Abschlussball                  | Toby Jones, Owen Dennis                           | 5. Mai 2016         | 25. Februar 2017          |
| 221   | The Button                         | Das Knopf-Experiment                  | Toby Jones, Owen Dennis                           | 12. Mai 2016        | ---                       |
| 222   | Favorite Shirt                     | Muskelmanns Sweatshirt                | Ryan Pequin                                       | 19. Mai 2016        | ---                       |
| 223   | Marvolo the Wizard                 | Marvolo der Zauberer                  | Benton Connor, Sam Spina                          | 26. Mai 2016        | ---                       |
| 224   | Pops' Favorite Planet              | Paps’ Lieblingsplanet                 | Madeline Queripel, Alex Cline                     | 2. Juni 2016        | ---                       |
| 225   | Pam I Am                           | Benson und Pam                        | Casey Crowe Gideon Chase                          | 2. Juni 2016        | ---                       |
| 226   | Lame Lockdown                      | Von wegen Hausarrest                  | Benton Connor, Sam Spina                          | 9. Juni 2016        | ---                       |
| 227   | VIP Members Only                   | Nur für VIPs                          | Madeline Queripel, Alex Cline                     | 16. Juni 2016       | ---                       |
| 228   | Deez Keys                          | Das Schlüsselerlebnis                 | Casey Crowe, Gideon Chase                         | 23. Juni 2016       | ---                       |
| 229   | Rigby's Graduation Day Special (1) | Rigbys Highschool-Abschlussfeier (1)  | Toby Jones, Owen Dennis, Ryan Pequin, Minty Lewis | 30. Juni 2016       | ---                       |
| 230   | Rigby's Graduation Day Special (2) | Rigbys Highschool-Abschlussfeier (2)  | Toby Jones, Owen Dennis, Ryan Pequin, Minty Lewis | 30. Juni 2016       | ---                       |

| Folge | Originaltitel                                 | Deutscher Titel                           | Drehbuch & Storyboard                                    | US-Erstausstrahlung | Deutsche Erstausstrahlung |
| ----- | --------------------------------------------- | ----------------------------------------- | -------------------------------------------------------- | ------------------- | ------------------------- |
| 231   | One Space Day at a Time                       | Ohne Netz und doppelten Boden             | Owen Dennis, Sean Glaze                                  | 26. September 2016  | 2017                      |
| 232   | Cool Bro Bots                                 | Trau keinem Frendem                       | Benton Connor, Sam Spina                                 | 26. September 2016  | 2017                      |
| 233   | Welcome to Space                              | Der Weltraumbaum                          | Madeline Queripel, Alex Cline                            | 27. September 2016  | 2017                      |
| 234   | Space Creds                                   | Keine Coolness ohne Credits               | Casey Crowe, Gideon Chase                                | 27. September 2016  | 2017                      |
| 235   | Lost and Found                                | Planet der Gottesanbeterinnen             | Minty Lewis, Ryan Pequin                                 | 28. September 2016  | 2017                      |
| 236   | Ugly Moons                                    | Der Meister der Streiche                  | Benton Connor, Sam Spina                                 | 29. September 2016  | 2017                      |
| 237   | The Dream Warrior                             | Der Albtraum-Alien                        | Madeline Queripel, Alex Cline                            | 30. September 2016  | 2017                      |
| 238   | The Brain of Evil                             | Das böse Gehirn                           | Owen Dennis, Sean Glaze                                  | 3. Oktober 2016     | 2017                      |
| 239   | Fries Night                                   | Roxys Imbiss                              | Casey Crowe, Gideon Chase                                | 4. Oktober 2016     | 2017                      |
| 240   | Spacey McSpaceTree                            | Maximale Sicherheit                       | Benton Connor, Sam Spina                                 | 5. Oktober 2016     | 2017                      |
| 241   | Can You Ear Me Now?                           | Planet der Ohren                          | Madeline Queripel, Alex Cline                            | 6. Oktober 2016     | 2017                      |
| 242   | Stuck in an Elevator                          | Allein im Aufzug                          | Casey Crowe, Gideon Chase                                | 7. Oktober 2016     | 2017                      |
| 243   | The Space Race                                | Rallye der Raumstationen                  | Owen Dennis, Sean Glaze                                  | 10. Oktober 2016    | 2017                      |
| 244   | Operation: Hear No Evil                       | Operation Spoiler-Alarm                   | Minty Lewis, Ryan Pequin                                 | 11. Oktober 2016    | 2017                      |
| 245   | Space Escape                                  | Flucht vom Weltraumbaum                   | Benton Connor, Sam Spina                                 | 12. Oktober 2016    | 2017                      |
| 246   | New Beds                                      | Neue Betten                               | Madeline Queripel, Alex Cline                            | 13. Oktober 2016    | 2017                      |
| 247   | Mordeby and Rigbecai                          | Mordeby und Rigbecai                      | Casey Crowe, Gideon Chase                                | 14. Oktober 2016    | 2017                      |
| 248   | Alpha Dome                                    | Die Alpha-Kuppel                          | Owen Dennis, Sean Glaze                                  | 20. Oktober 2016    | 2017                      |
| 249   | Terror Tales of the Park VI (1)               | Schauergeschichten aus dem Park 6, Teil 1 | Sean Glaze, Owen Dennis, Minty Lewis, Ryan Pequin        | 27. Oktober 2016    | 2017                      |
| 250   | Terror Tales of the Park VI (2)               | Schauergeschichten aus dem Park 6, Teil 2 | Sean Glaze, Owen Dennis, Minty Lewis, Ryan Pequin        | 27. Oktober 2016    | 2017                      |
| 251   | The Ice Tape                                  | Das Eis-Video                             | Madeline Queripel, Alex Cline                            | 3. November 2016    | 2017                      |
| 252   | The Key to the Universe                       | Der Schlüssel zum Universum               | Casey Crowe, Gideon Chase                                | 10. November 2016   | 2017                      |
| 253   | No Train No Gain                              | Ohne Schweiß kein Preis                   | Owen Dennis, Sean Glaze                                  | 17. November 2016   | 2017                      |
| 254   | Christmas in Space (1)                        | Frohe Weihnachten, Teil 1                 | Minty Lewis, Ryan Pequin, Benton Connor, Sam Spina       | 1. Dezember 2016    | 2017                      |
| 255   | Christmas in Space (2)                        | Frohe Weihnachten, Teil 2                 | Minty Lewis, Ryan Pequin, Benton Connor, Sam Spina       | 1. Dezember 2016    | 2017                      |
| 256   | Kill 'Em with Kindness                        | Positive Energie                          | Minty Lewis, Ryan Pequin                                 | 14. Januar 2017     | 2018                      |
| 257   | Meet the Seer                                 | Besuch bei der Seherin                    | Benton Connor, Sam Spina                                 | 14. Januar 2017     | 2018                      |
| 258   | Cheer Up Pops                                 | Kopf hoch, Paps!                          | Casey Crowe, Gideon Chase                                | 16. Januar 2017     | 2018                      |
| 259   | A Regular Epic Final Battle (1)               | Das große Finale, Teil 1                  | Madeline Queripel, Alex Cline                            | 16. Januar 2017     | 2018                      |
| 260   | A Regular Epic Final Battle (2-A)             | Das große Finale, Teil 2                  | Minty Lewis, Ryan Pequin, Andres Salaff                  | 16. Januar 2017     | 2018                      |
| 261   | A Regular Epic Final Battle (2-B) (The Power) | Das große Finale, Teil 3                  | Benton Connor, Owen Dennis, Madeline Queripel, Sam Spina | 16. Januar 2017     | 2018                      |

### Film
| Originaltitel           | Deutscher Titel        | Drehbuch & Storyboard | US-Erstausstrahlung | Deutsche Erstausstrahlung |
| ----------------------- | ---------------------- | --- | ------------------- | ------------------------- |
| Regular Show: The Movie | Regular Show: Der Film | J. G. Quintel, Sean Szeles, Calvin Wong, Andres Salaff, Mike Roth, Benton Connor, John Infantino, Owen Dennis, Toby Jones | 25. November 2015   | 17. Januar 2016           |

### Internet-Clips
Von der Serie existieren aktuell vier Clips, die nur für das Internet produziert wurden. Die deutschen Versionen der Clips sind exklusiv auf dem offiziellen YouTube-Kanal von Cartoon Network Deutschland verfügbar.
| Originaltitel | Deutscher Titel     | Drehbuch & Storyboard    | US-Veröffentlichung | Deutsche Veröffentlichung |
| ------------- | ------------------- | ------------------------ | ------------------- | ------------------------- |
| USA! USA!     | In aller Welt       | Ryan Pequin, Owen Dennis | 6. Juli 2015        | 9. Juli 2016              |
| Fun Run       | Freude am Laufen    | Sarah Oleksyk            | 1. September 2015   | 2. Juli 2016              |
| OOOHH!!!      | OOOHH!!!            | Ryan Pequin              | 1. Oktober 2015     | 16. Juli 2016             |
| Break Time    | Bensons Break Dance | Madeline Queripel        | 8. Oktober 2015     | 23. Juli 2016             |

### Programm-Clips
Es existieren zehn Clips, die speziell für das Fernsehen zusammen mit der siebten und achten Staffel der Serie produziert wurden.
| Originaltitel                           | Deutscher Titel                   | Drehbuch & Storyboard | US-Erstausstrahlung | Deutsche Erstausstrahlung |
| --------------------------------------- | --------------------------------- | --------------------- | ------------------- | ------------------------- |
| Ninja Shoes                             | ---                               | Madeline Queripel     | 26. März 2016       | ---                       |
| Coming Soon                             | Demnächst in ihrem Kino           | Toby Jones            | 2. April 2016       | 2022                      |
| Sick Day                                | ---                               | Owen Dennis           | 9. April 2016       | ---                       |
| Pizza Pouch Drop                        | Die Pizzataschen                  | Owen Dennis           | 16. April 2016      | 2022                      |
| The 1973 Tetherball Championship Trophy | Der Meisterschaftspokal           | Toby Jones            | 23. April 2016      | 2022                      |
| 2001: A Nap Odyssey                     | Schwerkraft leicht gemacht        | Ryan Pequin           | 23. September 2016  | 2022                      |
| Time Loop                               | Der Geisterfleck                  | ---                   | 19. September 2016  | 2022                      |
| Synth Buttons                           | Per Synthesizer durch die Galaxie | Owen Dennis           | 23. September 2016  | 2022                      |
| Robot Rap Battle                        | Roboter Rap                       | ---                   | 26. September 2016  | 2022                      |
| Space Worm                              | Der Wurmloch-Wurm                 | ---                   | 2. Januar 2017      | 2022                      |